# Carlos Barredo

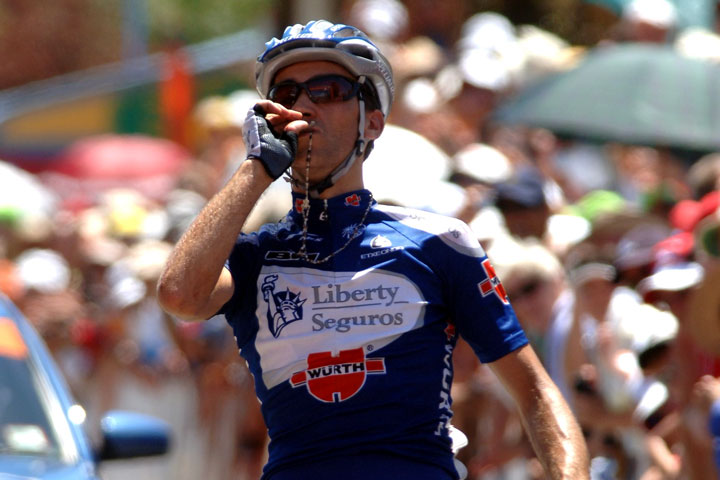
Carlos Barredo i Liberty Seguros-Würth.

Carlos Barredo Llamazales, född 5 juni 1981 i Oviedo, är en spansk professionell tävlingscyklist. Han tävlar för UCI ProTour-stallet Rabobank.
Carlos Barredo blev professionell 2004 med det spanska stallet Liberty Seguros, som 2006 bytte namn till Astana Team. Inför säsongen 2007 blev han kontrakterad av det belgiska stallet Quick Step.

## Ungdom
Carlos Barredo slutade tvåa på etapp 2 av Vuelta Ciclista Internacional a Extremadura 2003 och slutade också tvåa i tävlingen när den var avslutad, tävlingen vanns av José Angel Gomez Marchante. Efter säsongen blev det klart att Carlos Barredo skulle bli professionell med det spanska stallet Liberty Seguros.

## Professionell karriär

### 2004–2006
Under sitt första år som professionell cyklist vann Carlos Barredo etapp 3 av Vuelta Ciclista Asturias. Han gick med en utbrytargrupp med 40 kilometer kvar av etappen och tog då sin första seger i karriären.
Det blev inga nya segrar under säsongen 2005 men Barredo slutade bland annat trea på GP Pino Cerami, tvåa på etapp 8 av Schweiz runt bakom Pablo Lastras och tvåa på prologen av Benelux Tour bakom Rik Verbrugghe.
I januari 2006 vann Barredo etapp 3 av Tour Down Under framför Daniel Becke och Cadel Evans. Under säsongen deltog han i sin första Grand Tour när han fick följa med Astana Team till Vuelta a España. Han slutade på 42:a plats i tävlingen.

### 2007–2008
Inför säsongen 2007 lämnade Barredo det Astana Team och blev i stället kontrakterad av det belgiska UCI ProTour-stallet Quick Step. Under året deltog han i både Tour de France och Vuelta a España. Under Vuelta a España slutade han trea på etapp 15 bakom landsmännen Samuel Sanchez och Manuel Beltran. Han slutade fyra på etapp 20 under samma tävling bakom Samuel Sanchez, Denis Mensjov och Stef Clement.
Under säsongen 2008 vann han etapp 5 av Paris-Nice med fyra sekunder över Karsten Kroon och Manuele Mori. Han slutade trea på den avslutande etappen bakom Luis León Sánchez och Maxime Monfort. Under Tour de France 2008 slutade Carlos Barredo tvåa på etapp 18 bakom den tyska cyklisten Marcus Burghardt efter en utbrytning tillsammans.

### 2009–2010
Carlos Barredo vann Clásica de San Sebastián under säsongen 2009.
2010 vann Barredo etapp 15 under Vuelta a España.

## Stall
- Liberty Seguros-Würth 2004–2006
- Astana Team 2006
- Quick Step 2007–2010
- Rabobank 2011–